# 社会思想社 (1922年)
社会思想社（しゃかいしそうしゃ）は、1922年に結成され1932年まで存続した日本の社民系言論団体である。

## 概要
前期新人会のメンバーを中心とする同人により1922年に結成され、機関誌『社會思想』を刊行した。政治的には社民中間派に位置していた。なお、第二次世界大戦後の1947年に創業した出版社「社会思想社」（現在は廃業）とは無関係である。

## 沿革
創立当初の社会思想社の同人（後出）は三輪寿壮・平貞蔵・蠟山政道を始めとして概ね前期新人会の東京帝大1920年卒業生を中心とし、新人会内では（麻生久・赤松克麿ら労働運動に直接関与する「実践派」に対し）「学究派」と呼ばれた人々により構成されていた。彼らは前年1921年末の新人会改組（会員を東大在学生に限定し卒業生・学外者を分離した）により入会資格を失った卒業生であり、新たな言論活動の場として社会思想社を結成するに至り、同年4月、機関誌として『社會思想』を創刊した。
以上のごとく発足当初の社会思想社は新人会OBによるマルクス主義中心の社会科学研究団体で、さらに新たな同人の加入があって左右にわたる多様な思想的傾向を抱えていたが、1924年4月には第1回総会を開いて社会運動団体への志向を明確に打ち出した。さらに1926年7月、無産政党運動の分裂（労農党からの右派脱退と中間派の日労党結成）という事態を前に、同人の平貞蔵は中間派支持を声明し、ついで社会思想社自体が日労党支持を宣言した。しかし一方で同人の細迫兼光が左派の労農党書記長に就任するなど、同人は必ずしも政治的に一枚岩ではなかった。
1928年末、日大党が結党されると社会思想社は単一無産政党論の立場からこれを歓迎したが、翌1929年初め内紛により同党は分裂した。社を中間派支持に引っ張っていた三輪寿壮・河野密・細野三千雄ら主流派は急速に力を失い、同人内部では左右の思想的相違が露わになった。1930年1月の『社会思想』終刊後、同人の多くは以前から人的交流のあった長谷川如是閑・大山郁夫中心の『我等』に合流し同年5月には『批評』が創刊された。この結果、社会思想社の活動は停滞に向かったが、社自体は、翻訳を担当していた『マルクス・エンゲルス全集』（マル・エン全集）の刊行が続いていたためなおも残存し、1932年正式に解散した。

## 活動
雑誌『社会思想』の刊行以外の社会思想社の活動としては、『社会科学辞典』の編集・刊行（1929年10月）がある（1930年『社会科学大辞典』として改造社より刊行された）。また1926年より刊行が開始された改造社版『マルクス・エンゲルス全集』は、社会思想社同人が中心となって翻訳・編集を担当した。1927年7月に「労働教育会」（有島武郎の遺産を基金に設立）を母体にして作られた調査機関「社会経済研究所」は、同人である丸岡重尭が主任として運営にあたったが、事実上社会思想社の調査部門として機能し、研究成果は『社会思想』に発表された。

## 主要な同人の一覧
太字は創立時の同人（12名）。役職は当時のもの。
- 石浜知行：九州帝大教授。
- 蠟山政道：東京帝大教授。
- 波多野鼎：満鉄東亜経済調査局員。
- 細野三千雄：弁護士。日労党書記長
- 河村又介：弁護士。
- 嘉治隆一：満鉄東亜経調局員。
- 田中九一：満鉄東亜経調局員。
- 平貞蔵：法政大学教授。
- 後藤信夫（松方三郎）：京都帝大卒。元老松方正義の子。
- 佐々弘雄：九州帝大教授。
- 三輪寿壮：弁護士。のち日労党書記長。
- 新明正道：関西学院大学教授。
- 林要：大原社会問題研究所員。
- 細迫兼光：労農党書記長。のち新労農党書記長。
- 丸岡重尭：早稲田大卒。大原社研助手ののち東洋経済新報社記者。社会思想社専従となる。
- 小岩井浄：弁護士。第一次共産党に入党。
- 河野密：日本労農党設立発起人。
- 住谷悦治：大原社研所員ののち同志社大学教授。
- 伊藤武雄：満鉄調査部員。
- 阪本勝：兵庫県会議員。
- 荘原達
- 杉野忠夫：京大助手。
- 服部英太郎：社会政策学者。
- 笠信太郎：東京朝日新聞記者。
- 松本重治